# Besneville
Besneville település Franciaországban, Manche megyében. Lakosainak száma 662 fő (2022. január 1.). Besneville Saint-Jacques-de-Néhou, Canville-la-Rocque, Fierville-les-Mines, Neuville-en-Beaumont, Saint-Sauveur-le-Vicomte, Taillepied és Port-Bail-sur-Mer községekkel határos.

## Népesség
A település népességének változása:
| Lakosok száma | 682  | 564  | 536  | 643  | 683  | 667  | 665  | 660  | 658  | 662  |
|               | 1968 | 1982 | 1990 | 2006 | 2013 | 2015 | 2017 | 2019 | 2020 | 2022 |